# Kist
Los kist (en georgiano: ქისტები; en checheno: КистӀий, romanizado: Kisti) son una subetnia dentro de los chechenos que viven principalmente en la garganta de Pankisi en la región de Kajetia de Georgia. Los kist son entre 5.000 y 10.000 personas.

## Etnónimo e identidad
Los kist se llaman a sí mismos kistye o vei naj (en checheno: Веъ нах, romanizado: nuestra gente); los chechenos, ingusetios y kist se refieren a sí mismos con este nombre para distinguirse de otros pueblos de las montañas. Denominados en georgiano como kists (en georgiano: ქისტები), están estrechamente relacionados cultural, lingüística y étnicamente a otros pueblos hablantes de lenguas naj como los ingusetios y los chechenos, pero sus trajes y tradiciones comparten muchas similitudes con las de los georgianos de las montañas orientales. Hoy en día es más común clasificar a los cistas como un grupo regional de chechenos que emigraron al sur y tienen su propio dialecto. En la misma región de Georgia existe otra comunidad relacionada con los kist y con el mismo origen naj llamada batsi.
Los kists modernos no deben confundirse con el término histórico kists o kistenios, un etnónimo de origen georgiano que se utilizó para referirse a los pueblos naj en la Edad Media.

## Distribución geográfica
En la actualidad hay seis pueblos kist en Pankisi: Duisi, Dzibajevi, Yokolo, Shua Jalatsani, Omalo (distinto del pueblo de Omalo en Tushetia), y Birkiani. La comunidad kist es bastante pequeña y está dispersa por todo el nordeste de Georgia, pero en la última década el número de residentes se ha doblado prácticamente por el influjo de refugiados de la vecina Chechenia.
En 1989 se calculó que la población de Pankisi era en un 43% kist, en un 29% georgiana y en un 28% osetia, pero muchos de los osetios se marcharon por la situación hostil surgida por el conflicto georgiano-osetio. Las relaciones entre los osetios locales y los georgianos, y entre los kists y los osetios son tensas, pero la situación es bastante pacífica. Los habitantes osetios ven con simpatía a los refugiados chechenos, a los que ven como protectores contra la opresión por los kists. Los osetios se sienten presionados por estos últimos y deciden marcharse a Osetia del Norte, dejando atrás sus viviendas abandonadas (no consiguen venderlas, que luego son ocupadas por los kists y chechenos). De esta manera, los pueblos osetios de Dumasturi, Kvemo Jalatsani y Tsinubani estuvieron vacíos entre 1998 y 2002.

## Historia
Los orígenes de los kist puede rastrearse hasta su hogar ancestral en las tierras bajas de Chechenia. Entre la década de 1830 y la de 1870, durante la conquista rusa del Cáucaso, en la que parte de ellos participaron del lado del imán Shamil, emigraron a la garganta de Pankisi, en el curso alto del río Alazani y sus alrededores en las regiones de Tushetia y Kajetia. 
La historia temprana de los kists no es bien conocida, pues hay pocas fuentes que mencionen sus tradiciones, cultura e historia. Las únicas fuentes disponibles se hallan en la prensa georgiana de la década de 1880, escritos por E.Gugushvili, Zakaria Gulisashvili, Ivane Bukurauli y Mate Albutashvili.
Uno de los mayores poetas georgianos, Vazha-Pshavela, dedicó sus poemas épicos Aluda Ketelauri y Huésped y anfitrión a la historia del conflicto entre los kist y los jevsures, que ocurrió en los siglos XVIII y XIX. Ambos pueblos, debido a diferencias religiosas y culturales, se enfrentaron en una feroz lucha, de la que Vazha-Pshavela celebra el heroísmo de ambos pueblos y subraya el sinsentido de su conflicto.
Durante la Segunda Guerra Mundial, los kists fueron los únicos chechenos en la Unión Soviética que no fueron sometidos a una deportación por parte de Stalin en 1944.
A lo largo de la segunda guerra chechena, los kists dieron refugio a alrededor de 7.000 refugiados de Chechenia. Algunos de los kists cruzaron los pasos de montaña para unirse a los rebeldes chechenos en su lucha contra Rusia, lo que condujo a la crisis de Pankisi a principios de la década de 2000.

## Idioma
Los kists hablan una lengua de la familia naj como es el dialecto kist del checheno, muy extendida también en Chechenia. El idioma casi sólo oral y no se escribe porque no se enseña en las escuelas regionales. El motivo dado por las autoridades georgianas es por falta de profesores. La mayoría habla ruso y, en menor medida, georgiano.

## Cultura

### Religión
La mayoría de los kists son musulmanes suníes. Sin embargo existen algunas pequeñas bolsas de kists cristianos en Pankisi, Tusheti y Kajetia. Hasta la actualidad, los kists reverencian los lugares sagrados jevsur (jvari) y hacen sacrificios en el jvari Anatori cerca del pueblo de Shatili en Jevsuretia, que se halla en la frontera georgiano-chechena. El jvari Anatori era también considerado sagrado por los chechenos de Maisti y Meljisti. Los montañeses tanto del Cáucaso Norte como de Georgia participan juntos en las celebraciones religiosas. Aunque actualmente los kists rezan en la mezquita del pueblo de Duisi, también lo hacen en los emplazamientos de viejos -hoy en ruinas- santuarios cristianos. También lo hacen en la iglesia de San Jorge en Yokolo y asisten a la celebración religiosa Alaverdoba en el monasterio Alaverdí en Kajetia. Finalmente los kists celebran también Tetri Giorgoba, una variante local del día de San Jorge.
Cuando los kists llegaron al valle a principios del siglo XIX procedentes de Chechenia e Ingusetia, sus prácticas religiosas incluían tanto el Islam como su religión naj original, con algunas trazas de las creencias indígenas de sus vecinos los montañeses georgianos y algunas vagas influencias cristianas. En la segunda mitad del siglo, el gobierno ruso les presionó para convertirse al cristianismo ortodoxo, y hubo varios episodios de bautizos en masa y construcción de iglesias. En 1902, los kists que habían seguido siendo musulmanes construyeron una mezquita en Duisi, pero el gobierno ruso rechazó el reconocerla y fue cerrada por la fuerza. También se clausuraron varias estructuras religiosas tras la revolución bolchevique, y no se reabrieron hasta 1960. Sanikidze remarca que muchos kists, indiferentemente de su designación, tienen una mezcla de prácticas musulmanas, cristianas e indígenas.
La posición del Islam se fortaleció entre los kists en el periodo soviético, en parte porque mullah errantes continuaron proselitizando y consiguieron persuadir a muchos de convertirse al islam, un proceso que continuó en la década de 1970. En resumen, aunque un número considerable de kists se convirtieron al cristianismo, muchos de ellos más tarde se convirtieron al islam. No obstante, alrededor de 1970, una considerable parte de los habitantes de Yokolo, Omalo, y Birkiani eran cristianos (en Omalo se construyó una capilla en la década de 1960), aunque en la siguiente década los habitantes de Yokolo y Omalo volvieron al islam, quedando Birkiani como único pueblo mayoritariamente cristiano hoy día.
Existe también una pequeña comunidad de kists en Kajetia, región limítrofe con la garganta de Pankisi, principalmente en la ciudad de Telavi, que se considera a sí misma georgiana y cristiana ortodoxa. Como para muchos georgianos, cristianos y musulmanes, la religión tiene un significado nacional para muchos kits, al lado del espiritual. Aquellos que son cristianos se identifican como georgianos.

### Tradiciones

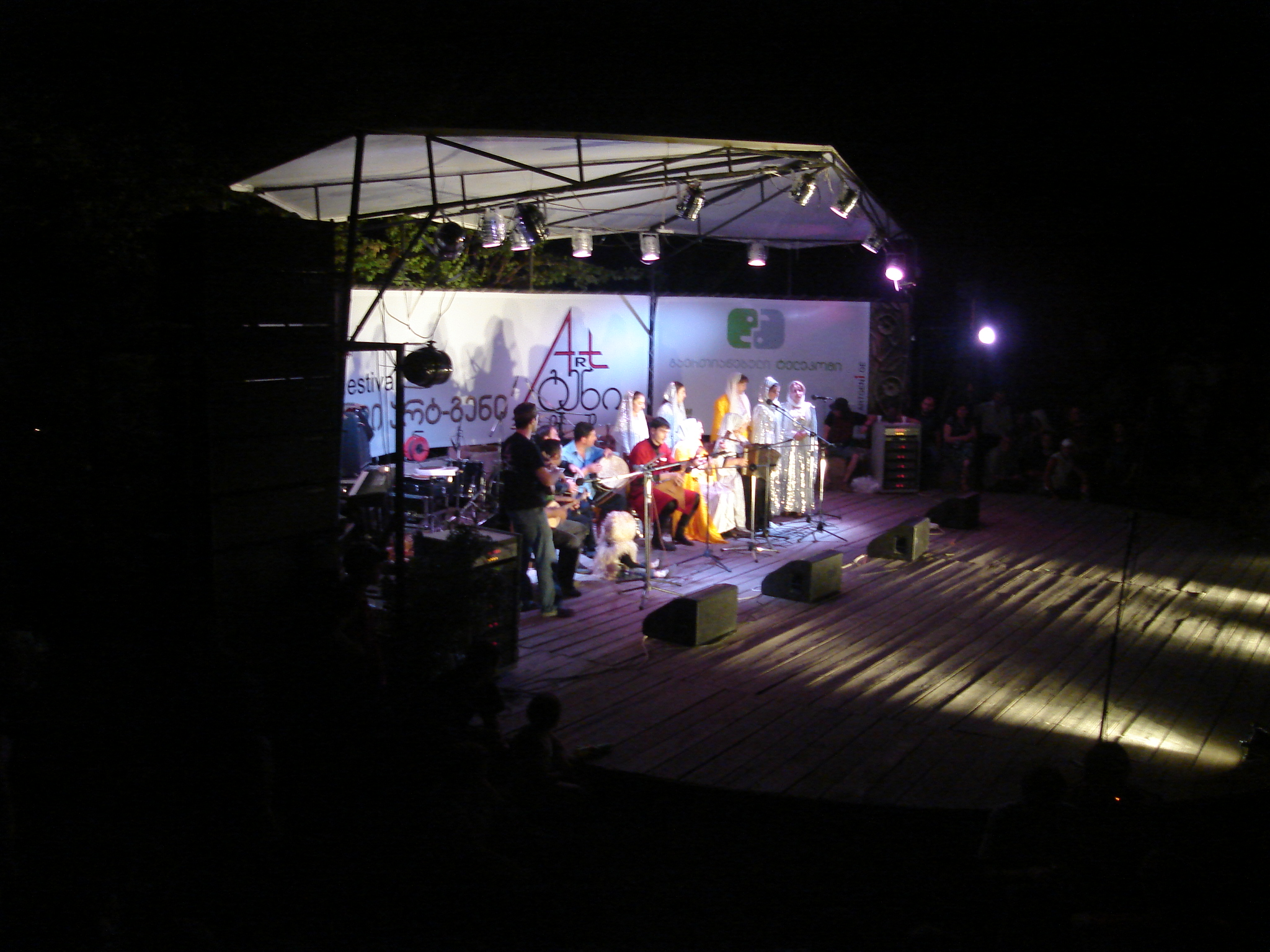
Orquesta de folclore kist "Pankisi". Art-Gene Festival, Tbilisi, 2008.

Los kists permanecieron leales a sus tradiciones familiares y sus trajes, rechazando la asimilación con otras nacionalidades del Norte del Cáucaso como los chechenos y los ingusetios. Hasta hoy, se identifican como kists, y para propósitos oficiales declaran nacionalidad georgiana. Son típicamente bilingües en checheno y georgiano.
Los kists representan la mayoría de la población en todos los pueblos kists de la garganta de Pankisi, con la excepción de unas pocas familias georgianas que llegaron a esta área más tarde. En el norte del Cáucaso, los chechenos y los ingusetios registran oficialmente el nombre de sus padres como apellidos. Los kists no lo hacen, y, tras emigrar a Georgia, empezaron a añadir las terminaciones georgianas a sus nombres patrimoniales, particularmente el sufijo -shvili (que significa "niño" en georgiano), o a veces el sufijo -dze (que significa "hijo" en georgiano), y en algunas ocasiones el sufijo -uli (que significa "perteneciente" o "descendiente de". 
A los invitados de la familia se les trata con gran respeto. Los hombres, usualmente el hombre más anciano de la familia, dará la bienvenida al invitado. El invitado se sentará en el lugar de más honor, y no es huésped de la familia, sino de todo el pueblo y, en ocasiones, de toda la garganta. Incluso hoy se mantiene esta tradición estrictamente.